# Cecilia Morel
María Cecilia Morel Montes (sinh ngày 14 tháng 1 năm 1954 tại Santiago, Chile) là một nhà hoạt động xã hội người Chile. Bà là vợ của Tổng thống Sebastián Piñera và từng giữ vai trò Đệ nhất Phu nhân Chile trong hai nhiệm kỳ tổng thống của chồng (2010–2014 và 2018–2022). Trong nhiệm kỳ đầu tiên, bà cũng đảm nhận vị trí Giám đốc khu vực Văn hóa – Xã hội của Văn phòng Tổng thống.

## Thời thơ ấu
Cecilia Morel là con thứ tư trong số bảy người con của ông Eduardo Morel Chaigneau và bà Paulina Montes Brunet. Bà là em gái của nhà văn và nhà triết học Hugo Montes Brunet. Cecilia theo học tại Trường Trung học Jeanne d'Arc ở Santiago – ngôi trường cũng từng được mẹ và bà ngoại bà theo học.
Năm 1972, khi 18 tuổi, bà bắt đầu hẹn hò với Sebastián Piñera, người hàng xóm sống gần nhà bà tại đại lộ Américo Vespucio, khu vực phía Đông Santiago. Họ kết hôn vào tháng 12 năm 1974 và cùng chuyển đến Hoa Kỳ, nơi Piñera theo học bậc sau đại học về kinh tế.
Vợ chồng họ có bốn người con:
- Magdalena Piñera Morel (sinh năm 1974), giáo viên Lịch sử và Địa lý;
- Cecilia Piñera Morel (sinh năm 1979), bác sĩ nhi khoa;
- Sebastián Piñera Morel (sinh năm 1982), kỹ sư thương mại;
- Cristóbal Piñera Morel (sinh năm 1984), nhà tâm lý học.[1]

## Học vấn và hoạt động xã hội
Ban đầu, Cecilia Morel theo học ngành điều dưỡng tại Đại học Công giáo Chile vào năm 1972. Tuy nhiên, bà tạm ngưng việc học khi cùng chồng ra nước ngoài. Khi trở lại Chile, bà tiếp tục học nhưng lại gián đoạn lần nữa sau khi sinh con gái thứ hai.
Sau đó, bà ghi danh tại Viện Chuyên môn Carlos Casanueva, nơi bà tốt nghiệp với chuyên môn về tư vấn thanh thiếu niên và gia đình. Ngoài ra, bà còn nhận thêm bằng cấp về Quan hệ gia đình và phát triển con người từ Đại học Mayor.
Năm 1989, cùng với chuyên gia Enrique Cueto của Viện Carlos Casanueva, bà đồng sáng lập tổ chức La Casa de la Juventud – một sáng kiến giáo dục dành cho thanh thiếu niên tại khu vực Conchalí, thông qua các hội thảo phát triển cá nhân. Từ dự án này, bà tiếp tục xây dựng và phát triển Quỹ Mujer Emprende (Quỹ Phụ nữ Bắt Tay) nhằm hỗ trợ phụ nữ và cộng đồng.

## Đệ nhất phu nhân
Trong nhiệm kỳ là Đệ nhất Phu nhân Chile, Cecilia Morel được bổ nhiệm làm chủ tịch của một số tổ chức xã hội và văn hóa cấp quốc gia, bao gồm:
- Mạng lưới giáo dục mầm non Quỹ Integra Lưu trữ ngày 7 tháng 4 năm 2012 tại archive.today mạng giáo dục mầm non
- Quỹ Phát triển Nữ giới (PRODEMU),Nền tảng cho sự tiến bộ của phụ nữ
- Dàn nhạc Thanh thiếu niên và Nhi đồng Chile Lưu trữ ngày 9 tháng 3 năm 2012 tại Wayback Machine
- Bảo tàng Tương tác Mirador
- Hiệp hội Thủ công mỹ nghệ Chile
- Quỹ Gia đình (Fundación de la Familia) Lưu trữ ngày 30 tháng 1 năm 2019 tại Wayback Machine.

Bà thường xuyên đại diện Chile trong các hoạt động đối ngoại cấp cao. Vào tháng 3 năm 2011, bà tháp tùng Tổng thống Sebastián Piñera trong chuyến thăm cấp nhà nước tới Tây Ban Nha. Trong chuyến thăm này, Tổng thống được trao tặng Huân chương Isabel la Católica, cấp đai Collar, còn Cecilia Morel được trao tặng tước hiệu Đại Thập giá (Dame Grand Cross) của cùng huân chương này.
Vào tháng 11 năm 2011, bà cũng tham dự buổi khai mạc triển lãm ảnh của nhiếp ảnh gia Tây Ban Nha Chema Madoz tại Santiago, nơi bà tiếp đón Thân vương Felipe xứ Asturias và Công nương Letizia của Tây Ban Nha.

## Tai nạn hầm mỏ Copiapó
Sau tai nạn hầm mỏ Copiapó năm 2010, Cecilia Morel cùng Tổng thống Sebastián Piñera đã tổ chức họp báo vào ngày 12 tháng 10 năm 2010, ngay trước thời điểm bắt đầu chiến dịch giải cứu các thợ mỏ bị mắc kẹt. Bà hiện diện suốt quá trình giải cứu tại hiện trường ở mỏ San José, đồng hành cùng chồng trong thời khắc mang tính lịch sử này của Chile.
Khi người thợ mỏ đầu tiên, Florencio Ávalos, được đưa lên mặt đất an toàn, con trai bảy tuổi của anh bật khóc vì xúc động—một khoảnh khắc khiến Đệ nhất Phu nhân Cecilia Morel cũng không cầm được nước mắt.